# Yurécuaro, Maravatío
Yurécuaro är en ort i Mexiko.   Den ligger i kommunen Maravatío och delstaten Michoacán de Ocampo, i den södra delen av landet, 150 km väster om huvudstaden Mexico City. Yurécuaro ligger 2 043 meter över havet och antalet invånare är 493.
Terrängen runt Yurécuaro är platt åt sydväst, men åt nordost är den kuperad. Runt Yurécuaro är det ganska tätbefolkat, med 104 invånare per kvadratkilometer. Närmaste större samhälle är Maravatío, 4,7 km söder om Yurécuaro. Omgivningarna runt Yurécuaro är en mosaik av jordbruksmark och naturlig växtlighet.